# Seri (Mugu)
Seri (nep. सेटी) – gaun wikas samiti w zachodniej części Nepalu w strefie Karnali w dystrykcie Mugu. Według nepalskiego spisu powszechnego z 2011 roku liczył on 384 gospodarstwa domowe i 2307 mieszkańców (1113 kobiet i 1194 mężczyzn).